# Llanfairpwllgwyngyllgogerychwyrndrobwllllantysiliogogogoch
Llanfairpwllgwyngyllgogerychwyrndrobwllllantysiliogogogoch (uitspraakⓘ [ˌɬan.ˈvair.puɬ.ˌɡwɪn.ɡɘɬ.ɡo.ˌɡer.ɪ.ˌχwɪrn.ˌdro.buɬ.ˌɬan.tɘ.ˈsil.io.ˌɡo.ɡo.ˈɡoːχ]; Parochie van de Heilige Maria in het dal van de witte hazelaar bij de snelle maalstroom en de parochie van de Heilige Tysilio bij de rode grot (ook wel als Llanfairpwllgwyngyllgogerychwyrndrobwyllllantysiliogogogoch gespeld) is een groot dorp op het eiland Anglesey, in Wales.
Meestal wordt de naam afgekort tot Llanfair PG of Llanfairpwll onder Welshmen. Dat is genoeg om hem te onderscheiden van andere plaatsnamen die met Llanfair beginnen.
Het is een toeristenplaats omdat veel mensen even bij het treinstation een foto komen maken van het stationsnaambord en in het bezoekerscentrum hun paspoort laten afstempelen.

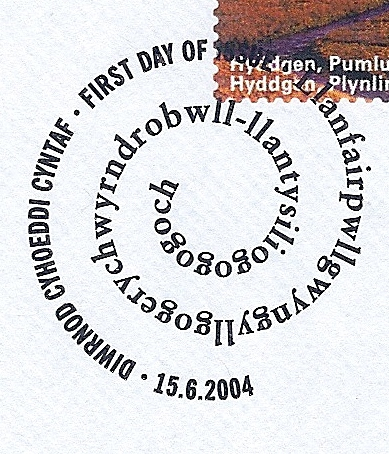
Poststempel van het dorp

De naam bestaat sinds het jaar 1860 en werd bedacht door de leden van de plaatselijke raad omdat ze de langste naam van enig treinstation in het land wilden hebben. Oorspronkelijk heette de plaats gewoon Llanfair Pwllgwyngyll, wat al aardig lastig is voor mensen die de stemloze, geaspireerde laterale fricatief ll niet machtig zijn (zoals de Engelsen).
De naam van het dorp is de langste in Europa, en komt qua lengte op de derde plaats in de wereld:
- 1e plaats: Krung Thep Mahanakhon Amon Rattanakosin Mahinthara Ayuthaya Mahadilok Phop Noppharat Ratchathani Burirom Udomratchaniwet Mahasathan Amon Piman Awatan Sathit Sakkathattiya Witsanukam Prasit (163 letters), de officiële naam van Bangkok. Overigens bestaat de naam in het Thaise schrift uit 95 letters (klinkertekens worden doorgaans niet als letters beschouwd).
- 2e plaats: Tetaumatawhakatangihangakoauaotamateaurehaeaturipukapihimaunga-horonukupokaiwhenuaakitanarahu (85 letters) in Nieuw-Zeeland.
- 3e plaats dus Llanfair PG in Wales met 58 karakters (strikt genomen 51 letters, aangezien ll en ch in het Welsh als één letter tellen).

## Stedenband
- Y (Frankrijk)[bron?]

## Galerij

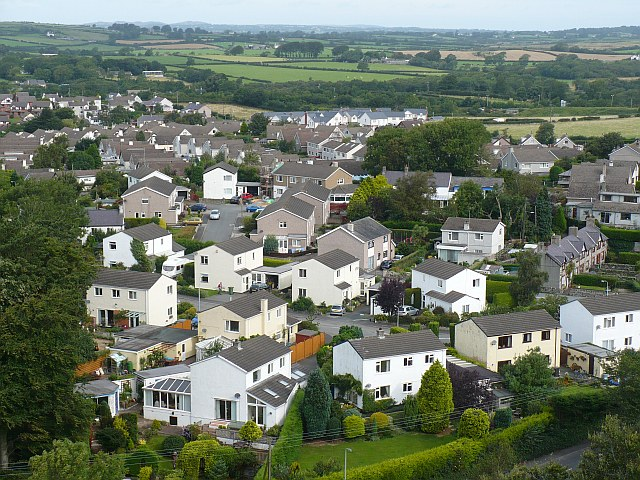
Het dorp
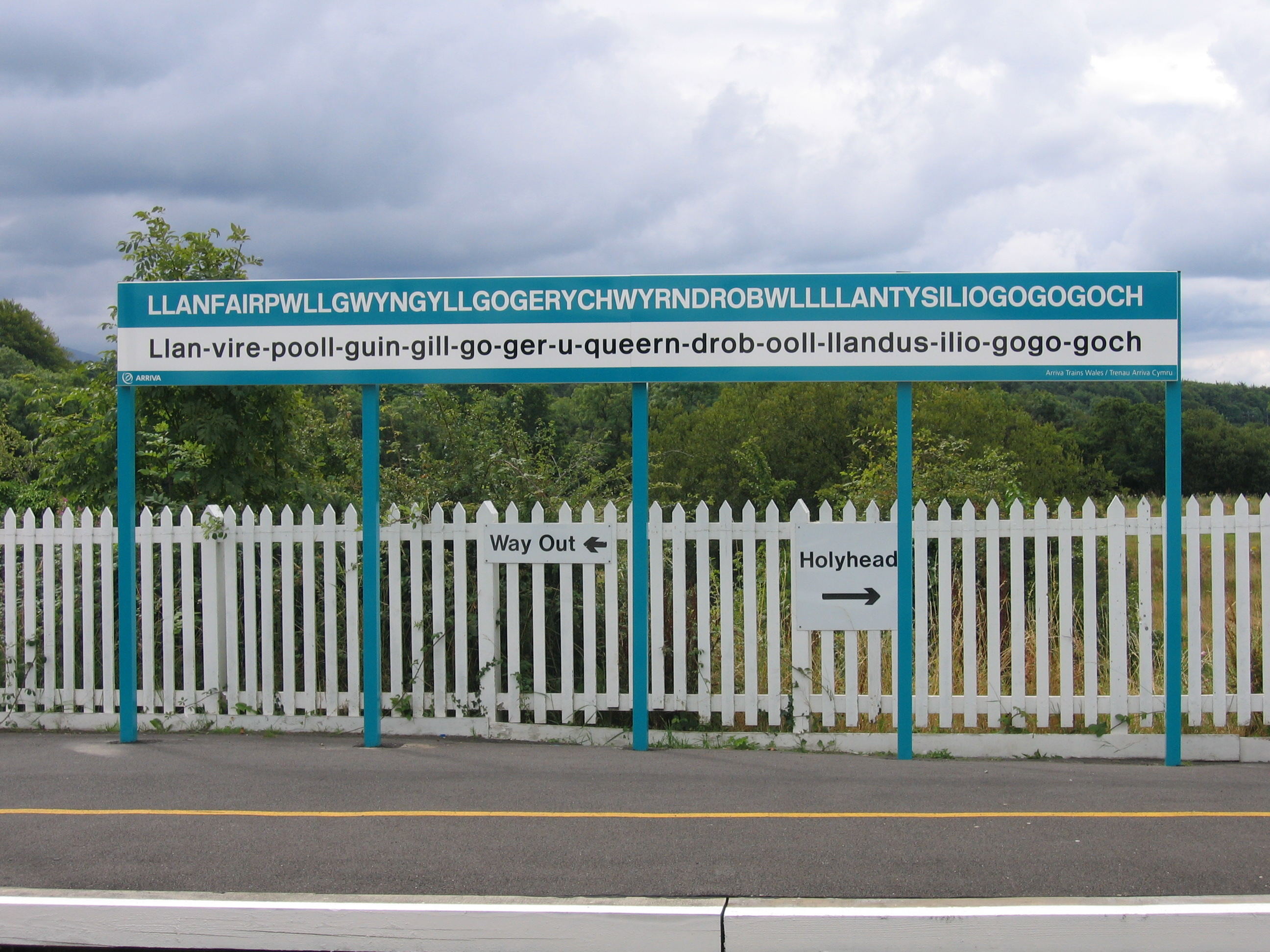
Het stationsbord
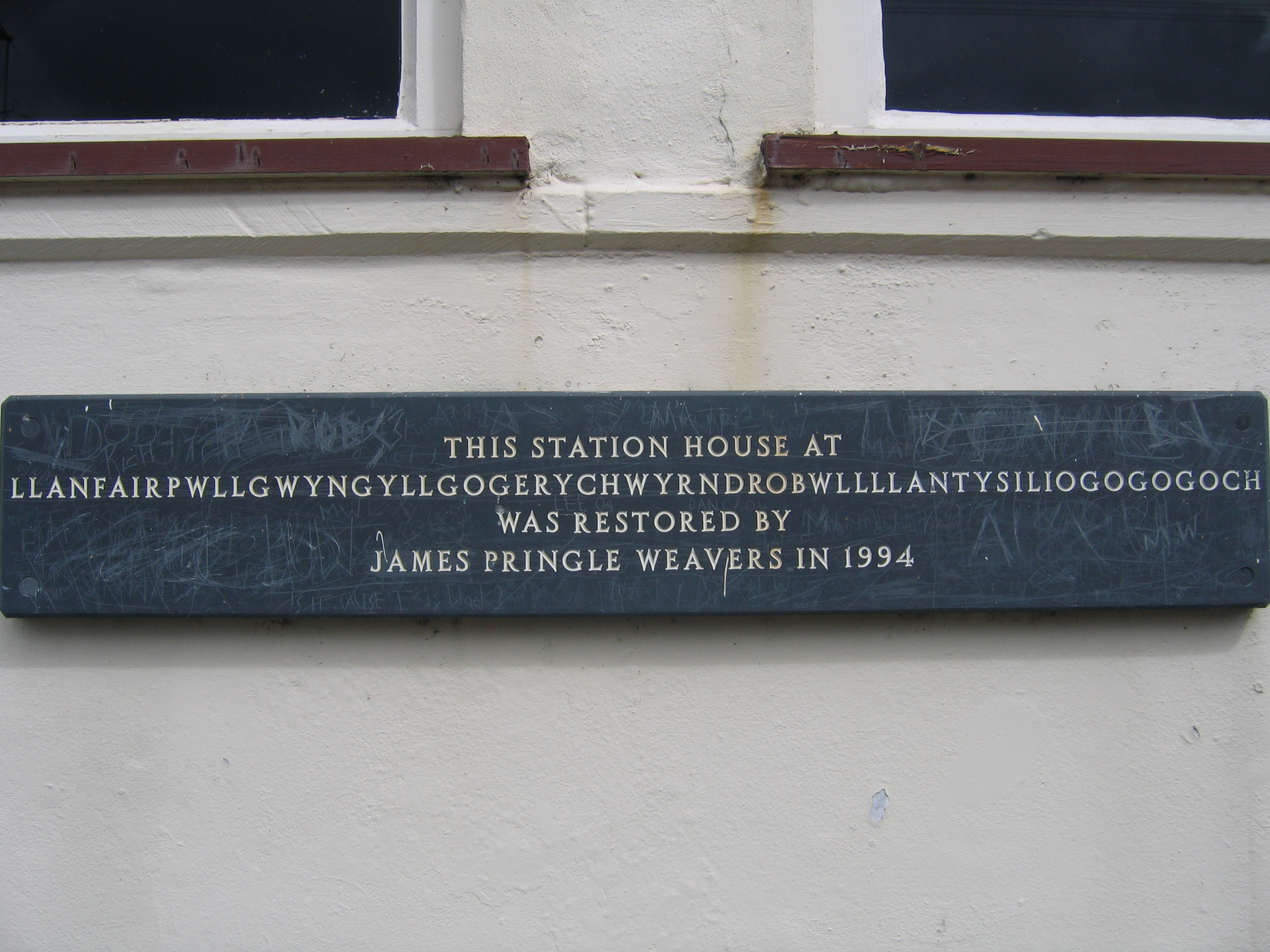
Tekst op het stationsgebouw
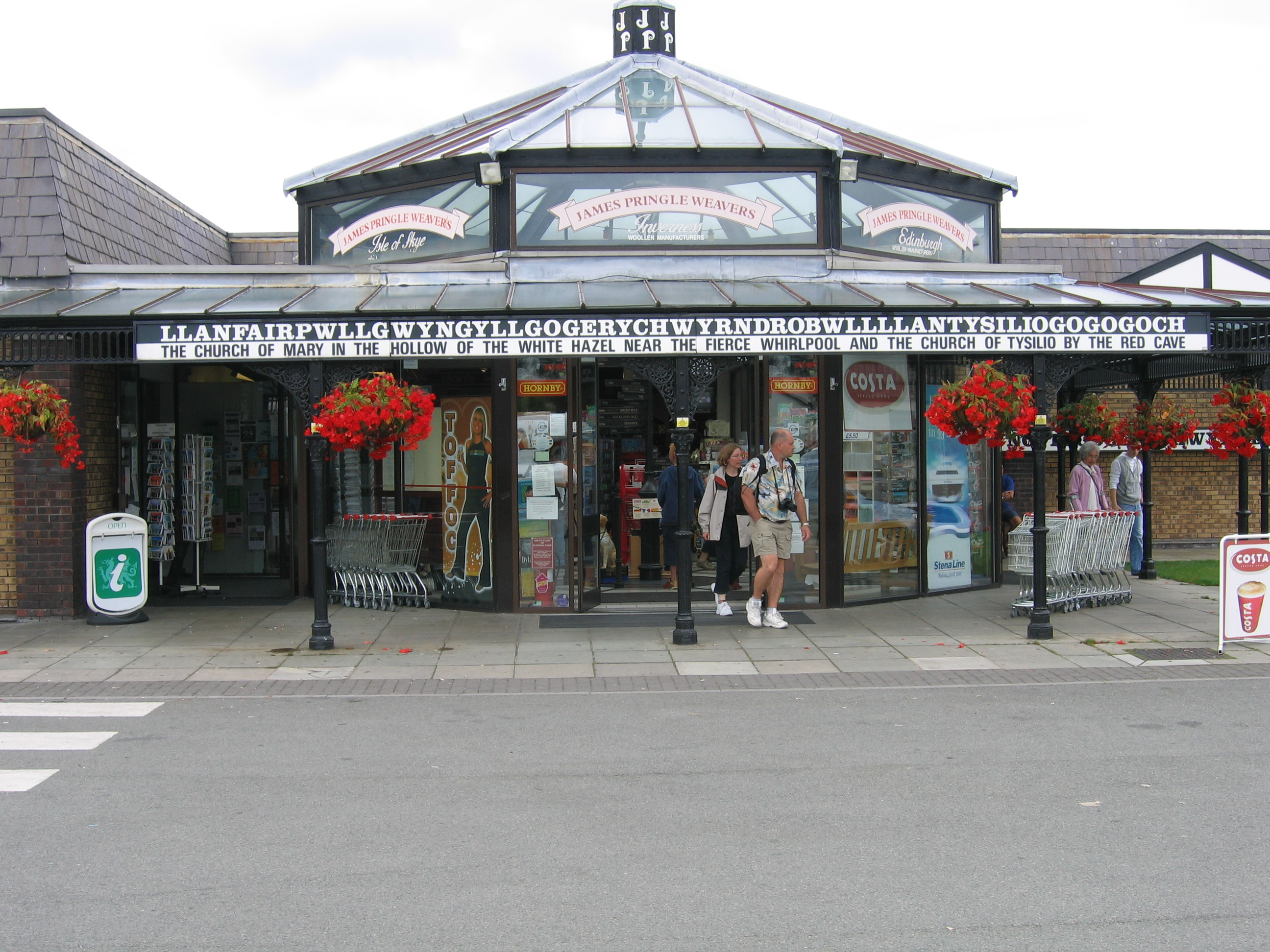
Llanfair winkelcentrum

## Film en tv
- De naam Llanfairpwllgwyngyllgogerychwyrndrobwllllantysiliogogogoch wordt als wachtwoord gebruikt in de verfilmde versie van Barbarella.
- In de filmparodie The French And The Saunders van het Britse comedy-duo Dawn French en Jennifer Saunders is Llanfairpwllgwyngyllgogerychwyrndrobwllllantysiliogogogoch de inscriptie in de magische ring.
- In de serie Bassie & Adriaan: De Geheimzinnige Opdracht stappen Bassie en Adriaan hier in en uit de trein en spreekt Bassie deze zonder moeite uit.